# Hansa
Hanzeatska zveza ali Hansa (srednja nizka nemščina: Hanse, Düdesche Hanse, Hansa; standardna nemščina Deutsche Hanse, nizozemsko Hanze, latinsko Hansa Teutonica) je bila trgovska in obrambna konfederacija trgovskih cehov in trgovskih mest v severozahodni in srednji Evropi. Zrasla je iz nekaj severnonemških mest v poznem 12. stoletju in tri stoletja obvladovala baltsko pomorsko trgovino ob obalah severne Evrope. Območja Hanse so se v poznem srednjem veku raztezala od Baltika do Severnega morja in kopnega, po letu 1450 pa so se počasi zmanjševala.
Hanse, kasneje napisana kot Hansa, je bila stara nemška beseda za četo ali trumo, ta beseda pa se je nanašala na velike skupine trgovcev, ki so po kopnem ali po morju potovali med hanzeatskimi mesti.
Trgovski krogi so ustanovili zvezo za zaščito ekonomskih interesov cehov in diplomatskih privilegijev v svojih povezanih mestih in državah, pa tudi na trgovskih poteh, ki so jih trgovci uporabljali. Hanzeatska mesta so imela svoj pravni sistem in upravljala svojo vojsko za vzajemno zaščito in pomoč. Kljub temu organizacija ni bila država niti ni bila imenovana konfederacija mestnih držav; samo zelo malo mest v zvezi je uživalo avtonomijo in svoboščine, primerljive z svobodnim cesarskim mestom.

## Zgodovina
Zgodovinarji večinoma sledijo izvoru Hanzeatske zveze do obnove severnonemškega mesta Lübeck leta 1159, ki ga je obnovil močni Henrik Lev, vojvoda Saški in Bavarski, potem ko je zajel območje od Adolfa II., grofa Schauenburškega in Holsteinskega. Raziskovalne trgovske dogodivščine, napadi in piratstvo so se v vsej baltski regiji dogajala so sedaj - mornarji Gotlanda so na primer odpluli po reki navzgor do Novgoroda, vendar je obseg mednarodne trgovine v baltskem območju ostal zanemarljiv pred nastankom Zveze.
Nemška mesta so v 13. stoletju dosegla prevlado v trgovini na Baltiku s presenetljivo hitrostjo, Lübeck pa je postal osrednje vozlišče v pomorski trgovini, ki je povezovala območja Severnega in Baltskega morja. Hegemonija Lübecka je dosegla vrh v 15. stoletju

### Ustanovitev in oblika
Lübeck je postal baza za trgovce iz Saške in Vestfalije, ki so trgovali proti vzhodu in severu. Preden se je izraz Hanse pojavil v dokumentu leta 1267, so trgovci v različnih mestih začeli oblikovati cehe ali Hansa, z namenom trgovanja z mesti v tujini, zlasti v gospodarsko manj razvitem vzhodnem Baltiku. To območje je bilo vir lesa, voska, jantarja, smol in krzna, skupaj z ržjo in pšenico, ki so jih vozili na baržah iz zaledja na pristaniške trge. Mesta so vzgajala svoje vojske, pri čemer je vsak ceh moral zagotoviti dajatve, kadar je bilo to potrebno. Hanseatska mesta so prihajala v pomoč drug drugemu, trgovske ladje pa so se pogosto morale uporabljati za prevoz vojakov in orožja.
Visby je pred Hanso deloval kot vodilno središče na Baltiku. Na vzhodu so trgovci Visbyja ustanovili trgovsko točko v Novgorodu, imenovano Gutagard (znano tudi kot Gotenhof) leta 1080 . Tudi trgovci iz severne Nemčije so v zgodnjem obdobju ostali naseljeni Gotlanderji. Kasneje so v prvi polovici 13. stoletja ustanovili svojo trgovsko postajo v Novgorodu, znano kot Peterhof, ki je bila še višje po reki navzgor . Leta 1229 so nemški trgovci v Novgorodu dobili določene privilegije, zaradi katerih so bili njihovi položaji bolj varni. 
Družbe Hansa so si prizadevale odstraniti omejitve za trgovanje za svoje člane. Pred uradno ustanovitvijo zveze leta 1356 se beseda Hanse ni pojavila v baltskem jeziku. Gotlanderji so uporabili besedo varjag. Najzgodnejša dokumentarna omemba, čeprav brez imena, posebne nemške trgovske zveze je iz Londona leta 1157. V tem letu so trgovci iz Hansa v Kölnu prepričali Henrika II., angleškega kralja, da jih osvobodi vseh cestnine v Londonu in jim omogoči trgovanje na sejmih po vsej Angliji. "Kraljica Hansa", Lübeck, kjer so morali trgovci prevažati blago med Severnim in Baltskim morjem, so leta 1226 pridobili cesarske privilegije ko je postal svobodno cesarsko mesto, kot jih je imel njegov potencialni trgovinski partner Hamburg od leta 1189.
Leta 1241 je Lübeck, ki je imel dostop do ribolovnih območij Baltskega in Severnega morja, ustanovil zavezništvo - predhodnik zveze - s Hamburgom, drugim trgovskim mestom, ki je nadzoroval dostop do trgovskih poti iz Lüneburga. Povezani mesti sta pridobili nadzor nad večino trgovine s soljenimi ribami, zlasti s trgom Skanije; Köln se jima je pridružil na skupščinii leta 1260. Leta 1266 je Henrik III. podelil Lübeck in Hamburg Hansa listino za delovanje v Angliji in Köln Hansa se jima je pridružil leta 1282, da bi ustanovili najmočnejšo hanzeatsko kolonijo v Londonu. Velik del prizadevanj za to sodelovanje je prišel iz razdrobljene narave obstoječih teritorialnih vlad, ki niso zagotovile varnosti za trgovino. V naslednjih 50 letih se je Hansa pojavila s formalnimi sporazumi o konfederaciji in sodelovanju, ki je pokrivala zahodne in vzhodne trgovske poti. Glavno mesto in središče je ostalo v Lübecku; s prvo generalno skupščino Hansa, ki je tu potekala leta 1356, je Hanza dobila uradno strukturo.

### Širitev
Lübeckova lokacija na Baltiku je omogočila trgovino s Skandinavijo in Kijevsko Rusijo, kar je bilo v neposredna konkurenca Skandinavcem, ki so prej nadzorovali večino baltskih trgovskih poti. Pogodba z Visbyjevo Hansa je končala to tekmovanje: s tem sporazumom so trgovci v Lübecku pridobili tudi dostop do notranjega ruskega pristanišča Novgorod, kjer so zgradili trgovsko postajo ali Kontor (podružnica). Čeprav so se ta zavezništva oblikovala po vsem svetem rimskem cesarstvu, zveza ni nikoli postala tesno vodena formalna organizacija. Skupščine hanzeatskih mest so se v Lübecku srečevale neenakomerno za Hansetag (Hanseatska skupščina), od leta 1356 dalje, vendar se je veliko mest odločilo, da se ne bo udeležilo niti poslalo predstavnikov in odločitve niso bile zavezujoče za posamezna mesta. Mreža zavezništev se je povečala in je vključevala prilagodljiv seznam od 70 do 170 mest.
Zveza je uspela vzpostaviti dodatne Kontorje v Bruggu (Flandrija), Bergnu (Norveška) in Londonu (Anglija). Ta trgovska mesta so postala pomembne enklave. Londonski Kontor, ustanovljen leta 1320, je stal zahodno od London Bridgea blizu Upper Thames Street, kjer je zdaj postaja Cannon Street. Prerasla je v pomembno obzidano skupnost s svojimi skladišči, tehtnico, cerkvijo, pisarnami in hišami, kar odraža pomen in obseg trgovinske dejavnosti. Njegova prva omemba pod imenom Steelyard (der Stahlhof) je iz leta 1422.
Hanzeatska zveza je dosegla, da sta tako trgovina kot industrija dosegla severno Nemčijo, začenši s trgovino z grobimi volnenimi tkaninami. [12] Ker se je trgovina povečevala, so bili v severni Nemčiji izdelani novejši in bolj fini volneni in laneni materiali in celo svila. Enako izboljšanje izdelkov domače obrti se je pojavilo tudi na drugih področjih, npr. jedkanje, rezbarjenje lesa, proizvodnja oklepov, graviranje kovin in struženje lesa. Stoletna monopolizacija pomorske plovbe in trgovine s strani Hanzeatske zveze je zagotovila, da je renesansa prišla v severno Nemčijo veliko pred preostalo Evropo.
Poleg glavnih podružnic so imela posamezna hanzeatska pristanišča tudi reprezentativno trgovsko in skladiščno hišo.
Zveza je trgovala predvsem z lesom, krznom, smolo (ali katranom), lanom, medom, pšenico in ržjo od vzhoda do Flandrije in Anglije s tekstilom (in vse bolj industrijskim blagom), ki je šla v drugo smer. Kovinska ruda (predvsem baker in železo) in ribami (sled) sta prišla na jug iz Švedske.
Nemški kolonisti so se v 12. in 13. stoletju naselili v številnih mestih na vzhodni obali Baltskega morja in v njihovi bližini, kot so Elbing (Elbląg), Thorn (Toruń), Reval (Talin), Riga in Dorpat (Tartu), ki so postali člani Hanse, ki imajo še vedno številne hanseatske stavbe in nosijo slog svojih hanzeatskih dni. Večina je dobila Lübeckov zakon (Lübisches Recht), po najpomembnejšem mestu zveze. Zakon je določal, da se morajo pritožiti v vseh pravnih zadevah na mestni svet Lübecka. Livonianska konfederacija je vključevala današnjo Estonijo in dele Latvije ter imela svoj Hanzatski parlament; vsa njena večja mesta so postala članice Hanzeatske zveze. Prevladujoči jezik trgovine je bil srednja nizka nemščina, narečje, ki je imelo pomemben vpliv na države, vključene v trgovino, zlasti na večje skandinavske jezike, estonščino in latvijščino.

### Vrhunec
Zveza je imela spremenljivo strukturo, vendar so njeni člani imeli skupne nekatere značilnosti; večina hanzeatskih mest je začela kot samostojno mesto ali pridobilo neodvisnost prek kolektivne pogajalske moči zveze, čeprav je takšna neodvisnost ostala omejena. Hanzeatska svobodna mesta dolgujejo zvestobo neposredno svetemu rimskemu cesarju, brez vmesne družinske vezi obveznosti do lokalnega plemstva.
Druga podobnost je vključevala strateške lokacije mest ob trgovskih poteh. Na vrhuncu svoje moči v poznem 14. stoletju je trgovcem iz Hanzeatske zveze uspelo izkoristiti svojo gospodarsko moč, včasih pa je njihova vojaška moč zahtevala zaščito trgovske poti, ladje pa so plule dobro oborožene - da bi vplivale na imperialno politiko.
Zveza je imela moč tudi v tujini. Med letoma 1361 in 1370 je vodila vojno proti Danski. Prvotno neuspešna so se Hanseatska mesta leta 1368 zavezala v Kölnu, odpustila København in Helsingborg ter prisilila danskega kralja Valdemarja IV. in njegovega zeta Haakona VI., norveškega kralja, da zvezi dodeli 15% dobiček iz danske trgovine v poznejšem mirovnem sporazumu v Stralsundu leta 1370, s čimer je pridobila učinkovit trgovinski in gospodarski monopol v Skandinaviji. Ta ugodna pogodba je označila težo hanzeatske moči. Po dansko-hanzeatski vojni (1426–1435) in bombardiranju Københavna (1428) so bile trgovinske pravice obnovljene v Vordingborgski pogodbi leta 1435. 
Hansa je vodila tudi odločno kampanjo proti piratom. Med letoma 1392 in 1440 se je pomorska trgovina zveze spopadla z nevarnostjo napadov bratov Victual in njihovih potomcev, ki jih je leta 1392 najel švedski kralj Albert Mecklenburgški proti danski kraljici Margareti I. V nizozemsko-hanzeatski vojni (1438–41) so amsterdamski trgovci iskali in sčasoma dobili prost dostop do Baltika in zlomili hanzeatski monopol. Zveza je kot bistveni del varovanja svojih naložb v ladje in njihov tovor usposobila pilote in postavila svetilnike.
Večina tujih mest je hanseatske trgovce omejila na določena območja trgovanja in na svoja lastna trgovska mesta. Le redko so sodelovali z lokalnimi prebivalci, razen pri poslovanju. Številni domačini, trgovci in plemiči, so zavidali moč zveze in jo poskušali zmanjšati. V Londonu so na primer lokalni trgovci izvajali stalni pritisk za preklic privilegijev. Zavrnitev Hanse, da bi svojim angleškim kolegom ponudila vzajemne dogovore, je še povečala napetost. Kralj Edvard IV. Angleški je kljub latentni sovražnosti ponovno potrdil privilegije zveze v Utrechtski pogodbi (1474), deloma zaradi velikega finančnega prispevka, ki ga je zveza prispevala Yorkistom med vojnami vrtnic. Leta 1597 je kraljica Elizabeta I. Angleška izključila zvezo iz Londona, Steelyard se je zaprl naslednje leto. Ivan III. Vasiljevič Veliki iz Rusije je zaprl hanzeatski Kontor v Novgorodu leta 1494. Že obstoj zveze in njenih privilegijev in monopolov je ustvaril gospodarske in socialne napetosti, ki so se pogosto sprevrgle v rivalstva med člani zveze.

### Vzpon konkurenčnih sil
Gospodarska kriza v poznem 15. stoletju ni prizanesla Hansi. Kljub temu so se njeni morebitni tekmeci pojavili v obliki teritorialnih držav, bodisi novih ali oživljenih in ne samo na zahodu: Poljska je leta 1466 slavila nad tevtonskimi vitezi, Ivan III. Veliki, moskovski princ, je leta 1478 končal podjetniško neodvisnost novgorodskega Kontorja, ki ga je popolnoma zaprl in končal leta 1494.  Nova menjalna sredstva so bila uvožena iz Italije, kjer so leta 1492 izumili dvojno knjiženje in prehiteli gospodarstvo Hanse, v katerem so raje jemali srebrne kovance kot menice.
V 15. stoletju so se napetosti med prusko regijo in "Wendish" mesti (Lübeck in njene vzhodne sosede) povečale. Lübeck je bil odvisen od vloge središča Hanse, saj je bil na obali morja brez velike reke. Bil je na vhodu v kopensko pot v Hamburg, vendar je bilo to kopensko pot mogoče obiti z morsko potjo okrog Danske in skozi Kattegat. Prusko glavno zanimanje pa je bil izvoz razsutega tovora, kot sta žito in les, ki sta bila zelo pomembna za Anglijo, nizozemske pokrajine in pozneje tudi za Španijo in Italijo.
Leta 1454, v letu poroke Elizabete Avstrijske z Jagelonskim kraljem, so se mesta pruske konfederacije uprla prevladi tevtonskega reda in pozvala poljskega kralja Kazimirja IV. za pomoč. Gdansk (Danzig), Thorn in Elbing so postali del Kraljevine Poljske (od 1466–1569, imenovanega Kraljeva Prusija, regija Poljska) z drugim Thornskim mirom (1466). Poljska pa je bila močno podprta s Svetim rimskim cesarstvom prek družinskih povezav in vojaške pomoči pod Habsburžani. Krakov, ki je bil takrat glavno mesto Poljske, se je za Hanso izgubil . Pomanjkanje carinskih meja na reki Visli po letu 1466 je pripomoglo k postopnemu povečanju izvoza poljskega žita, ki se je prevažalo v morje po Vistuli (z 10.000 kratkimi tonami (9.100 t) na leto v poznem 15. stoletju, na več kot 200.000 kratkih ton (180.000 t) v 17. stoletju) . Trgovina z žitom, ki jo je obvladovala Hansa, je Poljsko uvrstila med glavna področja svojega delovanja in pomagala Danzigu, da postane največje hanzeatsko mesto. 
Mesta, ki so bile članice, so prevzela odgovornost za lastno zaščito. Leta 1567 je sporazum Hanzeatske zveze ponovno potrdil prejšnje obveznosti in pravice članov zveze, kot sta skupna zaščita in obramba pred sovražniki.  Pruska četrtina mesta Thorn, Elbing, Königsberg in Riga in Dorpat so ga prav tako podpisale. Pod pritiskom poljsko-litvanskega kralja je Danzig ostal nevtralen in ni dovolil ladjam, ki plujejo za Poljsko, na svoje ozemlje. Morali so se zasidrati nekje drugje, na primer v Pautzke (Puck).
Velika gospodarska prednost za Hanso je bil nadzor nad ladjedelniškim trgom, predvsem v Lübecku in Gdansku. Hansa je prodajala ladje povsod po Evropi, vključno z Italijo. Izgnali so Holandce, ker je Nizozemska želela dati prednost Bruggu kot velik trg za žita na koncu trgovske poti. Ko so Holandci postali konkurenti Hansi v ladjedelništvu, je ta poskušala ustaviti tok ladjedelniške tehnologije iz hanzeatskih mest v Holandijo. Gdansk, trgovinski partner  Amsterdama, je poskušal preprečiti odločitev. Holandske ladje so odplule v Gdansk, da bi prevzele žito neposredno iz mesta, kar je zaskrbelo Lübeck. Holandci so obšli tudi hanseatska mesta tako, da so neposredno trgovali s severno-nemškimi knezi v nehanseatskih mestih. Holandski stroški prevoza so bili precej nižji od stroškov Hanse, ki je bila izključena kot posrednik.
Ko so Brugge, Antwerpen in Holandija postali del vojvodstva Burgundija, so aktivno poskušali prevzeti monopol nad trgovino od Hanse, trg z žitom iz Brugga pa je bil prenesen v Amsterdam. Holandski trgovci so agresivno izpodbijali Hanso in imeli veliko uspeha. Hanseatska mesta v Prusiji, Livoniji, so podpirala Holandce proti osrednjim hanzeatskim mestom v severni Nemčiji. Po več pomorskih vojnah med Burgundijo in hanzeatskimi flotami je Amsterdam pridobil položaj vodilnega pristanišča za poljsko in baltsko žito od konca 15. stoletja dalje. Nizozemci so menili, da je trgovina z žiti v Amsterdamu mati vseh trgovcev (Moedernegotie).
Nürnberg v Frankovski je razvil kopensko pot za prodajo nekdanjih monopoliziranih izdelkov Hanse iz Frankfurta preko Nürnberga in Leipziga na Poljsko in Rusijo, s katerimi je trgoval s flamskim tekstilom in francoskim vinom v zameno za žito in krzno z vzhoda. Hansa je izkoristila Nürnberško trgovino tako, da je dovolila Nürnberžanom, da bi se naselili v hanseatskih mestih, ki so jih Franki izkoriščali s prevzemom trgovine s Švedsko. Nürnberški trgovec Albrecht Moldenhauer je vplival na razvoj trgovine s Švedsko in Norveško, njegovi sinovi Wolf Moldenhauer in Burghard Moldenhauer pa sta se uveljavila v Bergnu in Stockholmu, kjer sta postala vodji lokalnih Hanzeatskih dejavnosti.

### Konec Hanse
Na začetku 16. stoletja se je zveza znašla v slabem položaju, kot že več let ne. Vzhajajoče Švedsko kraljestvo je prevzelo nadzor nad velikim delom Baltskega morja. Danska je ponovno prevzela nadzor nad svojo trgovino, Kontor v Novgorodu se je zaprl, v Bruggu pa je dejansko zamiral. Posamezna mesta, ki so sestavljala zvezo, so prav tako začela solirati pred skupnimi hanseatskimi interesi. Končno se je začela razvijati politična avtoriteta nemških knezov, ki je omejevala neodvisnost trgovcev in hanzeatskih mest.
Zveza se je poskušala ukvarjati z nekaterimi od teh vprašanj: leta 1556 je ustanovila položaj Syndic in Heinricha Sudermana izvolila kot stalnega uradnika s pravnim znanjem, ki je urejal  zaščito in podaljšanje diplomatskih sporazumov v mestih članicah. Leta 1557 in 1579 so revidirani sporazumi določili dolžnosti mest in dosežen je bil določen napredek. Kontor Brugge se je preselil v Antwerpen, Hansa pa je poskušala uvesti nove poti. Toda zveza se je izkazala za nesposobno, da bi preprečila rastočo trgovsko konkurenco, zato se je začel dolgotrajen zaton. Kontor Antwerpen se je zaprl leta 1593, leta 1598 je sledil londonski Kontor. Kontor Bergen je deloval do leta 1754; od vseh Kontorjev so ohranjene samo stavbe Bryggen.
Gigantska vojna ladja Adler von Lübeck je bila zgrajena za vojaško uporabo proti Švedski med severno sedemletno vojno (1563–70), vendar ni bila nikoli v vojaški uporabi, kar je predstavljalo zaman poskuse Lübecka, da ohrani svoj dolgo privilegiran komercialni položaj v spremembi gospodarskega in političnega ozračja.
Do konca 16. stoletja je bila zveza uničena in se ni mogla več ukvarjati s svojimi notranjimi boji. Družbene in politične spremembe, ki so spremljale protestantsko reformacijo, so vključevale vzpon nizozemskih in angleških trgovcev ter pritisk Osmanskega cesarstva na Sveto rimsko cesarstvo in njegove trgovske poti. Samo devet članov se je udeležilo zadnjega formalnega srečanja leta 1669 in samo trije (Lübeck, Hamburg in Bremen) so ostali do leta 1862, ko je nastal nemški imperij pod cesarjem Viljemom I. . Zato samo Lübeck, Hamburg in Bremen v svojih uradnih nemških naslovih ohranjajo besede Hanseatsko mesto.

## Sodobne hanseatske povezave
Kljub propadu je več mest še vedno ohranilo povezavo s Hanzeatsko zvezo. Nizozemska mesta, kot so Groningen, Deventer, Kampen, Zutphen in Zwolle, ter številna nemška mesta, med drugim Bremen, Demmin, Greifswald, Hamburg, Lübeck, Lüneburg, Rostock, Stade, Stralsund in Wismar se še vedno imenujejo Hanse mesta (njihove avtomobilske tablice imajo predpono H, npr. –HB– za "Hansestadt Bremen"). Hamburg in Bremen se še naprej uradno urejata kot svobodno Hanseatsko mesto, Lübeck z imenom Hanseatsko mesto (Rostockova nogometna ekipa se imenuje F. Hansa Rostock v spomin na trgovsko preteklost mesta). Zlasti za Lübeck je ta anahronistična povezava s slavno preteklostjo še posebej pomembna v 20. stoletju. Leta 1937 je nacistična stranka ukinila ta privilegij s pomočjo zakona Velikega Hamburga, ker senat iz Lübecka ni dovolil Adolfu Hitlerju govoriti v Lübecku med njegovo volilno kampanjo leta 1932 . Govoril je v Bad Schwartau, majhni vasici na obrobju Lübecka. Kasneje je omenil Lübeck kot »majhno mesto blizu Bad Schwartau«.
Po širitvi EU na vzhod maja 2004 je bilo nekaj strokovnjakov, ki so pisali o vstajenju baltske Hanse. 
Na zapuščino Hanse danes spominja več imen: nemška letalska družba Lufthansa; F.C. Hansa Rostock; Hanze Univerza uporabnih znanosti Groningen na Nizozemskem; Platforma za proizvodnjo nafte Hanze, Nizozemska; pivovarna Hansa v Bergnu in Hanse Sail v Rostocku. DDG Hansa je bila od leta 1881 do stečaja leta 1980 velika nemška ladjarska družba. Hansabank v baltskih državah je bila preimenovana v Swedbank).
V Evropi sta dva muzeja, ki sta posebej namenjena zgodovini Hanzeatske zveze: Evropski Hansemuseum v Lübecku in Hanseatic Museum in Schøtstuene v Bergnu